# Salvador Pérez
Salvador Johan Pérez Díaz (Valencia, 10 de mayo de 1990) es un receptor venezolano de béisbol profesional que juega para los Kansas City Royals de las Grandes Ligas. 
Ha ganado cinco guantes de oro, tres bates de plata, además de premio al novato del año en la Liga Venezolana de Béisbol Profesional 2012/13.

## Carrera profesional

### Kansas City Royals
Pérez fue llamado por primera vez a los Kansas City Royals el 10 de agosto de 2011. El 29 de agosto, Pérez conectó el primer jonrón de su carrera en la mayores frente a Max Scherzer de los Detroit Tigers. En dicho juego, a Pérez le faltó conectar un triple para conseguir el ciclo. Finalizó el 2011, su temporada como novato, bateando para .331 de promedio con tres jonrones y 21 carreras impulsadas en 39 juegos. En Venezuela jugó con el equipo de los Tiburones de La Guaira con el que obtuvo la distinción de Novato del Año de la Liga Venezolana de Béisbol Profesional. 
El 27 de febrero de 2012 firmó una extensión de contrato por cinco años y 7 millones de dólares, incluyendo tres opciones del club. Podría ganar 26.75 millones de dólares si alcanza todos sus incentivos y todas sus opciones son tomadas por el club. La extensión cubre sus temporadas pre-arbitraje, dos de sus tres temporadas de arbitraje y, si todas sus opciones son tomadas, su último año de arbitraje y sus primeros dos años de agente libre. Pérez ganó 0.75 millones de dólares en 2012 y 1 millón en 2013, mientras que ganaría 1.5 millones en 2014, 1.75 millones en 2015 y 2 millones en 2016. Sus opciones son 3.75 millones en 2017, 5 millones en 2018 y 6 millones en 2019.
En una sesión de bullpen antes de un partido de entrenamiento primaveral de 2012, Pérez se lesionó su menisco derecho. No regresó hasta el 2 de julio. A partir de entonces bateó para .301 de promedio con 11 jonrones y 39 carreras impulsadas en 79 juegos.
El 16 de julio de 2013, Pérez participó en el Juego de Estrellas, y fue el receptor de Mariano Rivera en el último Juego de Estrellas de Rivera antes de retirarse como jugador profesional. En este mismo año Pérez se convirtió en el primer venezolano en ganar un Guante de Oro jugando en la posición de receptor.
En la temporada 2014, Pérez inició 143 juegos, más que cualquier otro receptor en Grandes Ligas, y ganó su segundo Guante de Oro consecutivo.
En el Juego de Comodín de la Liga Americana de 2014, Pérez bateó un sencillo por la línea del jardín izquierdo en el cierre de la duodécima entrada, impulsando la carrera que permitió a los Royals superar a los Atléticos de Oakland 9-8.
En el primer juego de la Serie Mundial 2014 frente a los Gigantes de San Francisco, Pérez conectó un jonrón al MVP Madison Bumgarner, representando la única carrera concedida por Bumgarner en 36 entradas de labor en Series Mundiales. Pérez fue el último bateador de la serie, conectando un elevado que capturó Pablo Sandoval para la victoria de los Giants.
Fue elegido como receptor titular en la votación al Juego de Estrellas 2015, la tercera ocasión en su carrera que forma parte de este evento. El criollo estableció un récord en las Grandes Ligas con la mayor cantidad de entradas detrás del plato a lo largo de un lapso de dos años, desde 1914, según STATS, superando el de Randy Hundley con los Cachorros de Chicago en el período 1967-68. Pérez ganó su tercer Guante de Oro consecutivo, en vista de la brillante temporada defensiva que tuvo en 2015. El MVP de la Serie Mundial durante la campaña regular promedió un porcentaje de fildeo de .996, el mejor de la Liga Americana, pues superó a sus rivales más cercanos, Jason Castro (.999) de Astros de Houston y el canadiense Russell Martin (.995) de Azulejos de Toronto. A su vez, matriculó 3.64 de efectividad de promedio de carreras limpias para un receptor, siendo el mejor de todo el joven circuito y también dejó .305 de porcentaje de corredores puestos outs, el quinto mejor de su liga.
En la postemporada, fue elegido como el (MVP) en la Serie Mundial 2015 que su equipo ganó a los Mets de Nueva York.
El 1 de marzo de 2016, Pérez firmó una extensión de contrato con los Royals por cinco años y $52.5 millones.
El 2 de julio de 2017, fue anunciado como el receptor titular de la Liga Americana para el Juego de Estrellas, su quinta convocatoria de forma consecutiva.
El 28 de marzo de 2018, Pérez sufrió una rotura de MCL de grado 2 mientras subía una maleta por un tramo de escaleras. Se consideró que no era una lesión relacionada con el béisbol y se descartó a Pérez durante 4 a 6 semanas. El 10 de mayo, celebrando su 28 cumpleaños, Pérez pegó un grand slam, pero los Reales perdieron ante los Orioles de Baltimore. Con un promedio de bateo de .213 con 11 jonrones y 34 carreras impulsadas, fue incluido en el Juego de Estrellas de 2018. El 14 de septiembre, conectó su segundo grand slam de la temporada en la parte baja de la novena entrada contra los Mellizos de Minnesota. Terminó su campaña de 2018 bateando .235 con 27 jonrones y 80 impulsadas. Hizo swing al 48,4% de los lanzamientos fuera de la zona de strike (el porcentaje más alto en las mayores). También ganó su quinto Guante de Oro y el segundo premio Bate de Plata de su carrera.
El 27 de febrero, Pérez sufrió una lesión en el codo durante un entrenamiento en Surprise, Arizona. El 1 de marzo, una resonancia magnética reveló que había un desgarro parcial del UCL en su codo derecho. El 6 de marzo, se reveló que Pérez se había sometido a una cirugía de Tommy John y se perdería toda la temporada 2019.
El 21 de agosto, Pérez fue incluido en la lista de lesionados de 10 días después de sufrir persistentes problemas oculares. Fue reinstalado más tarde el 11 de septiembre. En general, Pérez bateó .333 con 11 jonrones y 32 carreras impulsadas en 37 juegos, mientras que también ganó su tercer premio Bate de Plata y fue nombrado al primer equipo All-MLB.
En el 2021, Pérez bateó .273 y encabezó la Liga Americana con 121 carreras impulsadas y 48 jonrones, ganó de manera unánime el Premio Luis Aparicio ese año.

### Labor social
Pérez creó una fundación homónima para beneficios de los habitantes de bajos recursos de las comunidades de la bocaina y sus alrededores. También creó la escuela de béisbol menor Salvador Pérez (SP13) en las instalaciones del campo deportivo de la bocaina y después es mudado al campo deportivo que esta via al parque recreacional sur.